# René Feller
René Feller (Hoorn, 23 december 1942 – aldaar, 18 augustus 2019) was een Nederlands voetbaltrainer.
Feller speelde als voetballer op amateurniveau in Nederland en Duitsland. Daarnaast dreef hij een glas- en porseleinhandel en organiseerde hij internationale jeugduitwisselingen voor de Lions Club. Feller werkte een periode in Koeweit als hoofd opleidingen en trainer bij Qadsia SC. Zijn reputatie uit die periode hielp bij zijn aanstelling bij de Eritrese voetbalbond waar hij vier jaar jeugdteams trainde. In oktober 2007 werd hij bondscoach van Eritrea, echter vijf maanden later accepteerde hij de baan van hoofdtrainer bij APR FC uit Rwanda. Met die club won hij in 2009 de Rwandese beker. In april 2009 liep zijn contract af een keerde hij terug naar Nederland. Zijn assistent Eric te Paske volgde hem op bij APR FC en in 2010 speelde hij een rol bij de aanstelling van Ernie Brandts als coach van de club. In 2014 was hij nog twee maanden actief in Ethiopië als trainer van Saint-George SA. In 2017 verscheen zijn biografie René Feller, het zwarte schaap van de KNVB.